# Чемпіонат Європи з легкої атлетики 1950
Чемпіонат Європи з легкої атлетики 1950 був проведений 23–27 серпня в Брюсселі на стадіоні «Ейзель».

## Призери

### Чоловіки
| Дисципліни                | Золото                                                           | Золото     | Срібло                                                                 | Срібло  | Бронза                                                              | Бронза  |
| ------------------------- | ---------------------------------------------------------------- | ---------- | ---------------------------------------------------------------------- | ------- | ------------------------------------------------------------------- | ------- |
| 100 метрів                | Етьєн Баллі Франція                                              | 10,7       | Франко Леччезе Італія                                                  | 10,7    | Володимир Сухарев СРСР                                              | 10,8    |
| 200 метрів                | Браян Шентон Велика Британія                                     | 21,5       | Етьєн Баллі Франція                                                    | 21,8    | Ян Ламмерс Нідерланди                                               | 22,1    |
| 400 метрів                | Дерек П'ю Велика Британія                                        | 47,3 CR    | Жак Люні Франція                                                       | 47,6    | Ларс Вольфбрандт Швеція                                             | 47,9    |
| 800 метрів                | Джон Парлетт Велика Британія                                     | 1.50,5 CR  | Марсель Ансенн Франція                                                 | 1.50,7  | Роджер Банністер Велика Британія                                    | 1.50,7  |
| 1500 метрів               | Вім Слейкгойс Нідерланди                                         | 3.47,2 CR  | Патрік ель Мабрук Франція                                              | 3.47,8  | Білл Нанкевілл Велика Британія                                      | 3.48,0  |
| 5000 метрів               | Еміль Затопек Чехословаччина                                     | 14.03,0 CR | Ален Мімун Франція                                                     | 14.26,0 | Гастон Рейфф Бельгія                                                | 14.26,2 |
| 10000 метрів              | Еміль Затопек Чехословаччина                                     | 29.12,0 CR | Ален Мімун Франція                                                     | 30.21,0 | Вяйне Коскела Фінляндія                                             | 30.30,8 |
| 110 метрів з бар'єрами    | Андре-Жак Марі Франція                                           | 14,6       | Рагнар Лундберг Швеція                                                 | 14,7    | Пітер Гілдрет Велика Британія                                       | 15,0    |
| 400 метрів з бар'єрами    | Армандо Філіпут Італія                                           | 51,9 CR    | Юрій Літуєв СРСР                                                       | 52,4    | Гаррі Віттл Велика Британія                                         | 52,7    |
| 3000 метрів з перешкодами | Їндржих Рудний Чехословаччина                                    | 9.05,4     | Петар Шегедин Югославія                                                | 9.07,4  | Ерік Бломстер Фінляндія                                             | 9.08,8  |
| 4×100 метрів              | СРСР Володимир Сухарев Лев Каляєв Леван Санадзе Микола Каракулов | 41,5       | Франція Етьєн Баллі Жак Перло Ів Камю Жан-П'єр Гійон                   | 41,8    | Швеція Йоте Челльберґ Лейф Крістерссон Стіг Даніельссон Ганс Рюден  | 41,9    |
| 4×400 метрів              | Велика Британія Мартін Пайк Леслі Льюїс Ангус Скотт Дерек П'ю    | 3.10,2 CR  | Італія Бальдазаре Порто Армандо Філіпут Луїджі Патерліні Антоніо Сідді | 3.11,0  | Швеція Йоста Бреннстрем Таге Екфельдт Руне Ларссон Ларс Вольфбрандт | 3.11,6  |
| Ходьба 10000 метрів       | Фріц Шваб Швейцарія                                              | 46.01,8 CR | Еміль Мажжі Франція                                                    | 46.16,8 | Йон Мікаельссон Швеція                                              | 46.48,2 |
|                           |                                                                  |            |                                                                        |         |                                                                     |         |
| Марафон                   | Джек Голден Велика Британія                                      | 2:32.13 CR | Вейкко Карвонен Фінляндія                                              | 2:32.45 | Феодосій Ванін СРСР                                                 | 2:33.47 |
| Ходьба 50 кілометрів      | Джузеппе Дордоні Італія                                          | 4:40.43    | Йон Юнггрен Швеція                                                     | 4:43.25 | Вернер Юнггрен Швеція                                               | 4:49.28 |
|                           |                                                                  |            |                                                                        |         |                                                                     |         |
| Стрибки у висоту          | Алан Патерсон Велика Британія                                    | 1,96       | Арне Оман Швеція                                                       | 1,93    | Клод Бенар Франція                                                  | 1,93    |
| Стрибки з жердиною        | Рагнар Лундберг Швеція                                           | 4,30 CR    | Вальто Оленіус Фінляндія                                               | 4,25    | Юхо Пійронен Фінляндія                                              | 4,25    |
| Стрибки у довжину         | Торфі Брюнгейрссон Ісландія                                      | 7,32       | Герард Вессельс Нідерланди                                             | 7,22    | Ярослав Фікейз Чехословаччина                                       | 7,20    |
| Потрійний стрибок         | Леонід Щербаков СРСР                                             | 15,39 CR   | Вальдемар Раутіо Фінляндія                                             | 14,96   | Рухі Сариалп Туреччина                                              | 14,53   |
| Штовхання ядра            | Гуннар Гусебю Ісландія                                           | 16,74 CR   | Анджоло Профеті Італія                                                 | 15,16   | Отто Грігалка СРСР                                                  | 15,14   |
| Метання диска             | Адольфо Консоліні Італія                                         | 53,75 CR   | Джузеппе Тозі Італія                                                   | 52,31   | Оллі Партанен Фінляндія                                             | 48,69   |
| Метання молота            | Сверре Страндлі Норвегія                                         | 55,71      | Тезео Таддія Італія                                                    | 54,73   | Їржі Дадак Чехословаччина                                           | 53,64   |
| Метання списа             | Тойво Хюютіяйнен Фінляндія                                       | 71,26      | Пер-Арне Берглунд Швеція                                               | 70,06   | Рагнар Ерікзон Швеція                                               | 69,82   |
|                           |                                                                  |            |                                                                        |         |                                                                     |         |
| Десятиборство             | Ігнас Гайнріх Франція                                            | 6827       | Ерн Клаусен Ісландія                                                   | 6819    | Челль Тоннандер Швеція                                              | 6664    |

### Жінки
| Дисципліни            | Золото                                                             | Золото   | Срібло                                                                      | Срібло | Бронза                                                         | Бронза |
| --------------------- | ------------------------------------------------------------------ | -------- | --------------------------------------------------------------------------- | ------ | -------------------------------------------------------------- | ------ |
| 100 метрів            | Фанні Бланкерс-Кун Нідерланди                                      | 11,7 CR  | Євгенія Сєчєнова СРСР                                                       | 12,3   | Джун Фоулдс Велика Британія                                    | 12,4   |
| 200 метрів            | Фанні Бланкерс-Кун Нідерланди                                      | 24,0     | Євгенія Сєчєнова СРСР                                                       | 24,8   | Дороті Голл Велика Британія                                    | 25,0   |
| 80 метрів з бар'єрами | Фанні Бланкерс-Кун Нідерланди                                      | 11,1 CR  | Морін Гарднер Велика Британія                                               | 11,6   | Мішлін Остермеєр Франція                                       | 11,7   |
| 4×100 метрів          | Велика Британія Елспет Гей Джин Дісфорджес Дороті Голл Джун Фоулдс | 47,4     | Нідерланди Ксенія Стад-де Йонг Берта Браувер Хре де Йонг Фанні Бланкерс-Кун | 47,4   | СРСР Олена Гокієлі Софія Мальшина Зоя Духович Євгенія Сеченова | 47,5   |
|                       |                                                                    |          |                                                                             |        |                                                                |        |
| Стрибки у висоту      | Шейла Лервілл Велика Британія                                      | 1,63     | Дороті Тайлер-Одам Велика Британія                                          | 1,63   | Галина Ганекер СРСР                                            | 1,63   |
| Стрибки у довжину     | Валентина Богданова СРСР                                           | 5,82     | Вільгельміне Люст Нідерланди                                                | 5,63   | Майре Остердаль Фінляндія                                      | 5,57   |
| Штовхання ядра        | Ганна Андреєва СРСР                                                | 14,32 CR | Клавдія Точенова СРСР                                                       | 13,92  | Мішлін Остермеєр Франція                                       | 13,37  |
| Метання диска         | Ніна Думбадзе СРСР                                                 | 48,03 CR | Рімма Шумська СРСР                                                          | 42,25  | Едере Кордьяле Італія                                          | 41,57  |
| Метання списа         | Наталія Смірницька СРСР                                            | 47,55 CR | Герма Баума Австрія                                                         | 43,87  | Галина Зибіна СРСР                                             | 42,75  |
|                       |                                                                    |          |                                                                             |        |                                                                |        |
| П'ятиборство          | Арлет Бен Амо Франція                                              | 3221     | Берта Кроутер Велика Британія                                               | 3087   | Ольга Модрахова Чехословаччина                                 | 3066   |

## Медальний залік
| Місце                | Країна               | Золото | Срібло | Бронза | Загалом |
| -------------------- | -------------------- | ------ | ------ | ------ | ------- |
| 1                    | Велика Британія      | 8      | 3      | 6      | 17      |
| 2                    | СРСР                 | 6      | 5      | 5      | 16      |
| 3                    | Франція              | 4      | 8      | 3      | 15      |
| 4                    | Нідерланди           | 4      | 3      | 2      | 9       |
| 5                    | Італія               | 3      | 5      | 1      | 9       |
| 6                    | Чехословаччина       | 3      | 0      | 3      | 6       |
| 7                    | Ісландія             | 2      | 1      | 0      | 3       |
| 8                    | Швеція               | 1      | 4      | 7      | 12      |
| 9                    | Фінляндія            | 1      | 3      | 5      | 9       |
| 10                   | Норвегія             | 1      | 0      | 0      | 1       |
| 10                   | Швейцарія            | 1      | 0      | 0      | 1       |
| 12                   | Югославія            | 0      | 1      | 0      | 1       |
| 12                   | Австрія              | 0      | 1      | 0      | 1       |
| 14                   | Бельгія              | 0      | 0      | 1      | 1       |
| 14                   | Туреччина            | 0      | 0      | 1      | 1       |
| Загалом (15 збірних) | Загалом (15 збірних) | 34     | 34     | 34     | 102     |